# Плещанка (Минск)

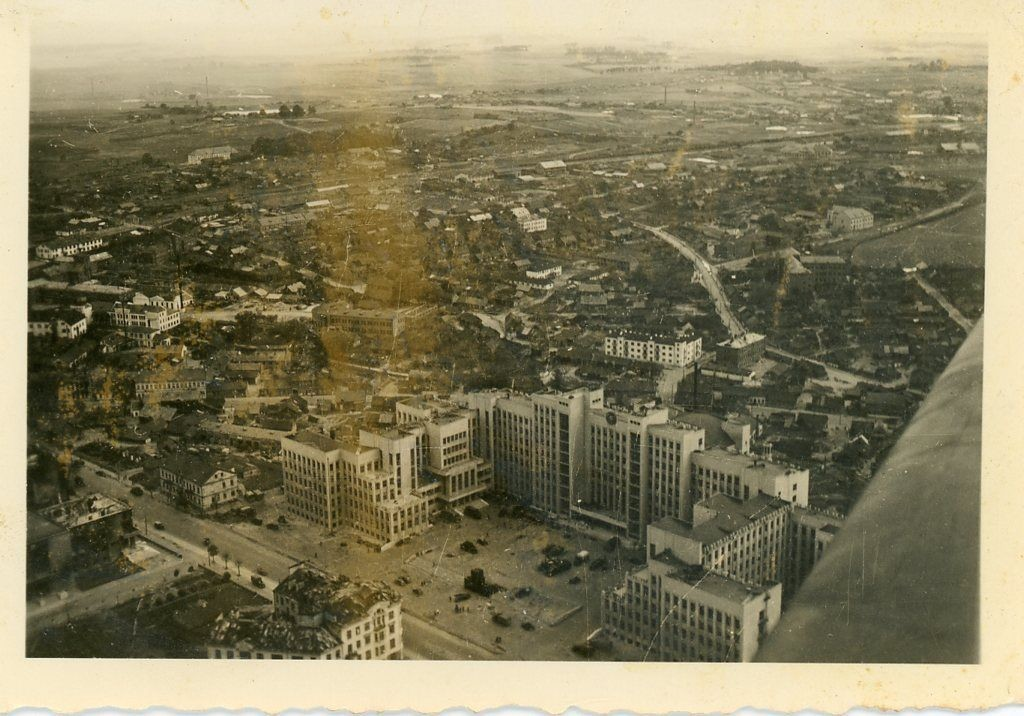
Плещанка от современной площади Независимости, 07—08.1941 г.

Плещанка (Плищанка), Лютеранское предместье — исторический район Минска, расположенный в западной части города, на юго-восток от Лютеранского кладбища, по обеим сторонам Либаво-Роменской железной дороги.
На северо-западе от Плещанки располагается Медвежино, на северо-востоке — Романовская Слобода, на юге — предместье Добрые Мысли, на юго-западе - Грушевка.

## История
В XIX веке в урочище Плещанка было открыто Лютеранское (Немецкое) кладбище (ныне это сквер на углу улиц Карла Либкнехта и 2 переулка Розы Люксембург Дорогу на кладбище с течением времени начали называть Мало-Лютеранской или Немецкой улицей, а Плещанку нередко называли Лютеранским предместьем.
В начале XX века Плещанка входила в четвертую и пятую полицейские части города. Через предместье проходили Матвеевская (трасса улиц Розы Люксембург и Немиги за Музыкальным театром), Вяземская и Ковенская улицы, Бобруйский переулок
На заседании 6 мая 2009 году Комиссия по наименованию и переименованию проспектов, улиц и других частей Минска приняла решение по приданию безымянному скверу в границах улиц Куприянова — К. Либкнехта — пер. Домашевский названия «Лютеранский». Этот сквер появился на месте снесенного в 1970-е годы Лютеранского кладбища.

### Старые адреса
- Мало-Лютеранская. Лютеранская церковь Святого Николая. Была возведена посреди Лютеранского кладбища, находилась у перекрестка нынешних улиц Карла Либкнехта и Коржа. Утрачена еще в первой половине XIX века; вместо нее в 1846 году возведена лютеранская кирха на Захарьевской улице.
- Плищенка. Кирпичный завод Г. И. Фрида. Действовал с 1898 году, имелась печь Гофмана с 16 камерами. Заводской корпус стоял в районе, где до недавнего времени располагалась Минская табачная фабрика (Розы Люксембург, 69а). Сохранность здания не определена.

## Современность

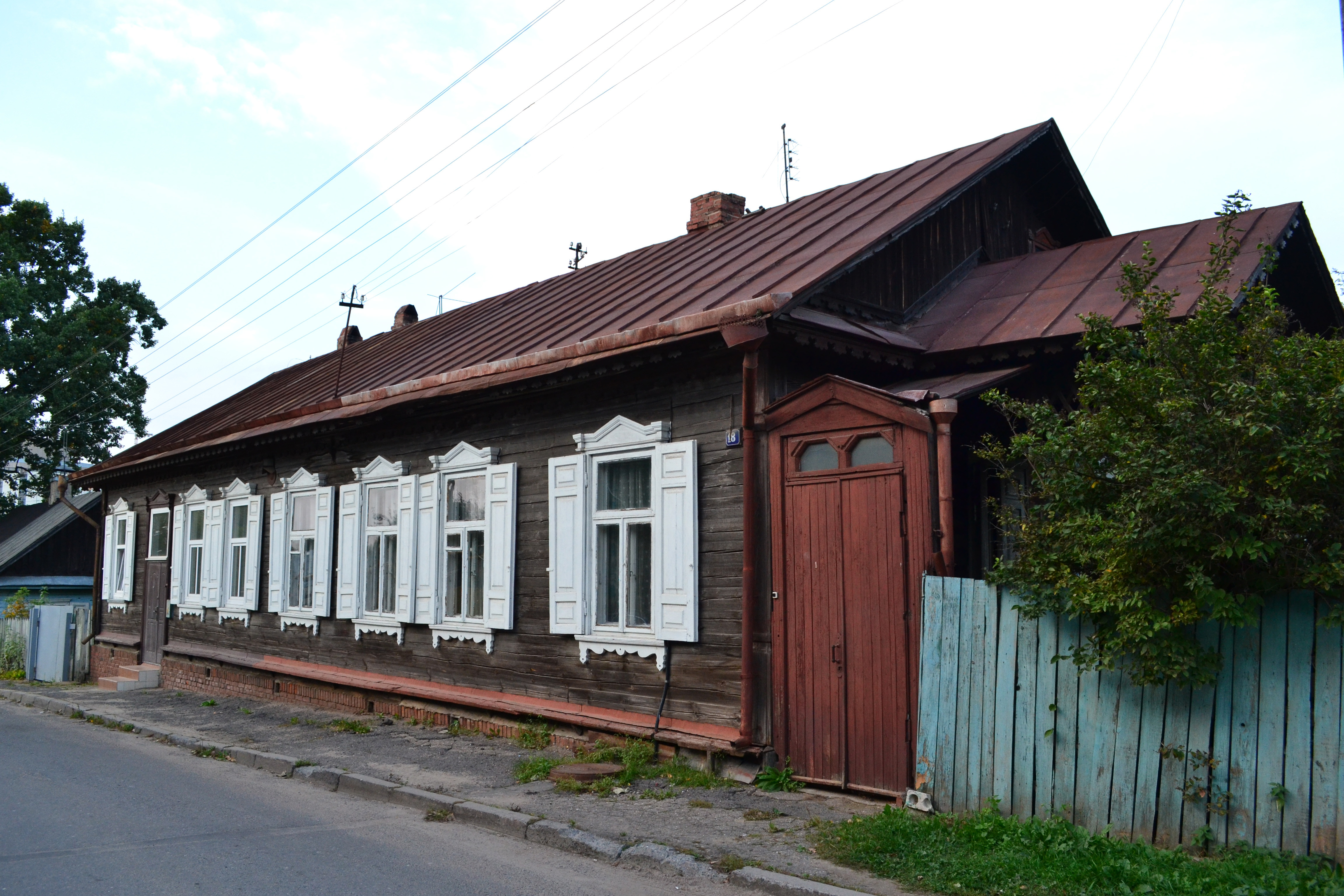
Деревянный дом в Северном переулке, 2012 г.

О существовании предместья свидетельствует Лютеранский сквер. Топоним Плещанка никак не обозначен на карте Минска.
Важной частью Плещанки является Северный переулок, представляющий собой ансамбль деревянной застройки начала XX века.